# Friheten
För fartyget, se HMS Friheten.
Friheten är en roman av Ulf Lundell, utgiven på Schultz förlag 15 oktober 1999. Den är nummer två i en trilogi med Saknaden (1992) och Värmen (2005).
Romanen handlar om en medelålders författare, Tom Wasser och hans tillvaro i lägenheten på Södermalm, Stockholm, i stugan på Österlen och på resor i Italien. Han är fri från förpliktelser; inget fast förhållande, barnen klarar sig själva, han avstår från alkohol och han skriver inget. Vad gör man med sin frihet? Vad gör vi med friheten? Vad kan en skadad ung man göra med sin frihet? I handlingen finns en kriminalhistoria invävd. Den är inte särskilt dominerande, men det är däremot natur- och miljöskildringarna.